# Aggro Grünwald
Aggro Grünwald bzw. Die Stehkrägen war eine satirische Rap-Gruppe aus Grünwald bei München, die nach eigenen Angaben ein Pendant zu dem Berliner „Hartz-IV-Rap“ darstellte. Ihr „Aggro“ steht daher nach eigenen Angaben nicht für „Aggressivität“, sondern ist ein Akronym für Aktien, Geld, Grundbesitz, Rendite und Opulenz.

## Geschichte
Mit Stücken wie Eure Armut kotzt uns an sorgten die Mitglieder der Stehkrägen für bundesweite Aufregung. In mehreren Fernsehauftritten von Boulevardmagazinen wie Spiegel TV, Vera exklusiv des ORF und ProSiebens taff bis hin zu Kultursendungen wie 3sat-Kulturzeit polarisierten sie durch ihr extrem arrogantes Auftreten und Aussagen wie Hartz IV bitte nicht hier! Nach eigenen Angaben stammen alle Mitglieder aus dem Münchner Nobelvorort Grünwald und sind Kinder reicher Eltern. Dazu heißt es u. a. in den Lebensläufen auf der Homepage: „Den kulturell bewanderten Kosmopoliten ist es wichtig, fernab vom Mainstream auch die Golfplätze anderer Kulturen kennen zu lernen.“
Ihre erste Single Eure Armut kotzt uns an wurde kostenlos zum Download angeboten. Ihr 2008 erschienenes Album Aggro Grünwald wurde unter anderem in einer 401 Euro teuren Deluxe-Version angeboten, von der pro verkauftem Exemplar ein Euro an wohltätige Zwecke gehen sollte. Diese Luxusversion fand sogar Abnehmer.

## Hintergrund
Durch die Auftritte und Aussagen polarisierte die Band und sorgte für heftige Reaktionen. Vor allem zu Beginn war ungewiss, ob es die Mitglieder wirklich ernst meinten. In keinem ihrer Interviews äußerten sie sich zu den Absichten, sondern zogen die Rolle der arroganten Unsympathen durch. Allerdings ließ die Nähe der Band zum Münchner Sender M94.5 Zweifel aufkommen. Mit der Zeit stellte sich heraus, dass es sich um ein Satire-Projekt von Münchner Studenten handelte. Das Projekt wurde von den Mitgliedern der M94.5-Satiresendung selber finanziert.

## Diskografie
- 2007: Eure Armut kotzt uns an (Single)
- 2008: Aggro Grünwald (Album) (Upperclass Records/Finetunes)